# Georg Abraham Schneider
Georg Abraham Schneider (Darmstadt, 19 april 1770 – Berlijn, 19 januari 1839) was een Duits componist, dirigent en hoornist.

## Levensloop
Schneider kreeg een opleiding als zogenoemde 'Stadtpfeifer' in Darmstadt. Leden van dit gilde in Duitse steden (zie ook: Johann Christoph Pezel, Johann Gottfried Reiche en Johann Ernst Altenburg) waren geen fluitisten, zoals uit de betekenis misschien afgeleid worden kan, maar trompetters, hoornisten, trombonisten, tubaïsten en paukenisten, die in de steden op vaste uren, vanaf het balkon van het stadhuis of een toren bepaalde werken uitvoerden. Verder kreeg Schneider vioollessen van een zekere Magnold en compositielessen van een zekere Portmann in Darmstadt.
Vanaf 1787 was hij hoornist in de hofkapel van landgraaf Lodewijk IX van Hessen-Darmstadt en diens zoon groothertog Lodewijk I van Hessen-Darmstadt. Sinds 1795 was hij - met korte onderbrekingen - in dienst van het Pruisische hof. In 1795 werd hij hoornist aan het hof van Prins Frederik Hendrik Lodewijk van Pruisen (een broer van Koning Frederik II van Pruisen), die op het slot Rheinsberg resideerde. Hier leerde hij de hoornist F. Bötticher kennen en speelde duo's met hem. In Rheinsberg begon hij zijn compositorisch werk. Na het overlijden van de prins op 3 augustus 1802 werd de hofkapel opgeheven. Vanaf 1803 werkte hij samen met Bötticher als hoornist in de hofkapel in Berlijn. Omdat dit orkest slechts zes weken per jaar speelde had hij veel tijd om te componeren. Hij was vaak in Breslau, waar zijn echtgenote zangeres aan de opera was.
In 1806 veranderde zich de situatie. Als gevolg van de bezetting van Berlijn door Napoleon Bonaparte kon koning Frederik Willem III van Pruisen de salarissen van de leden van zijn kapel niet betalen, omdat hij met de Koningin naar de Memel in Oost-Pruisen gevlucht was. In 1813 was Schneider op concertreis in Wenen. In dat jaar vertrok hij met zijn familie naar Tallinn (toen Reval), om op aanbeveling van August von Kotzebue directeur van het theater te worden. In deze tijd componeerde hij voor het theater in deze stad. In 1815 kwam hij naar Berlijn terug.
Van 1819 tot 1838 was hij dirigent en directeur van alle muziekkorpsen van de Pruisische Garde. Hij werd opgevolgd door Wilhelm Wieprecht. Op aanbeveling van Bernhard Anselm Weber werd hij in 1820 tot 'Koninklijk muziekdirecteur' benoemd en in 1825 tot 'Hofkapelmeester' benoemd. In 1833 werd hij tot lid van de 'Pruisische Academie van de Kunsten' in Berlijn gekozen.
De dochter Maschinka Schneider was de latere echtgenote van de componist François Schubert (1808-1878) uit Dresden.
Qua stijl is zijn muziek door Joseph Haydn en Wolfgang Amadeus Mozart beïnvloed. Zijn instrument, de hoorn, staat centraal in zijn oeuvre. Hij bestudeerde intensief de nieuwe mogelijkheden van de ventielhoorn, die door de instrumentbouwers Heinrich Stölzel in Berlijn en Friedrich Blühmel in Pszczyna (toen Pless) geconstrueerd was. Zijn Concert voor vier hoorns en orkest uit 1818 was misschien een van de eerste concerten voor de ventielhoorn. Een rariteit zijn de zogenoemde combinatieconcerten uit 1818. De orkestpartij is bij alle concerten helemaal identiek, maar de solopartij voor hoorn, viool, klarinet, hobo en fagot is iedere keer een andere. Zo ontstonden 5 verschillende soloconcerten.

## Composities

### Werken voor orkest
- 1806 Concert Nr. 1 in E groot, voor 3 hoorns en orkest
- 1809 Concert, voor twee hoorns en orkest
- 1810 Concert, voor twee hoorns en orkest
- 1811 Concert, voor twee hoorns en orkest
- 1811 Concerto, voor dwarsfluit en orkest, op. 53
- 1818 Concert, voor vier hoorns en orkest
- 1818 Concert (Combinatie-concert), voor hoorn en orkest
- 1818 Concert (Combinatie-concert), voor viool en orkest
- 1818 Concert (Combinatie-concert), voor klarinet en orkest
- 1818 Concert (Combinatie-concert), voor hobo en orkest
- 1818 Concert (Combinatie-concert) in F groot, voor fagot en orkest
- Concerto, voor bassethoorn en orkest
- Concerto, voor dwarsfluit en orkest, op. 8
- Concerto Nr. 2 in E groot, voor 3 hoorns en orkest
- Concertante Nr. 1 in E groot, voor twee hoorns en orkest
- Concertante Nr. 4 in F groot, voor twee hoorns en orkest
- Sinfonia concertante in D groot, voor viool, altviool en orkest, op. 19

### Werken voor harmonieorkest
- 1817 Marsch, AM I, 17
- Harmoniemusik in F groot, voor blazers octet (2 dwarsfluiten, 2 klarinetten, 2 fagotten, 2 hoorns)

### Oratoria en cantates
- 1810 Nachtfeyer nach der Einholung der hohen Leiche Ihrer Majestät der Königin, cantate voor de uitvaart van koningin Louise van Mecklenburg-Strelitz in Berlijn. - teksten: Ludwig Achim von Arnim - première: 18 augustus 1810, Koninklijke Opera, Berlijn[1]
- 1813 Christi Geburt, oratorium - libretto: Gustav Freiherr von Seckendorf onder zijn pseudoniem: Patrik Peale
- 1823 Cantate voor het huwelijk van de Kroonprins van Pruisen Frederik Willem IV van Pruisen met de Prinses Elisabeth Ludovika van Beieren, cantate - teksten: Friedrich Heinrich Karl, Freiherr de La Motte-Fouqué

### Muziektheater

#### Opera's
| Voltooid in | titel                                                       | aktes   | première                                                                         | libretto                                                                        |
| ----------- | ----------------------------------------------------------- | ------- | -------------------------------------------------------------------------------- | ------------------------------------------------------------------------------- |
| 1817        | Hero                                                        | 1 akte  | februari 1817, Kassel                                                            | Karl Alexander Herklots (1759-1830)                                             |
| 1821-1822   | Aucassin et Nicolette of Die Liebe aus der guten alten Zeit | 4 aktes | 26 februari 1822, Berlijn, Koninklijk operahuis (nu:Staatsoper Unter den Linden) | Johann Ferdinand Koreff, naar Michel-Ange Sedaine                               |
| 1824        | Die Verschworenen                                           | 1 akte  |                                                                                  | Ignaz Franz von Castelli                                                        |
| 1826        | Das entschlossene Mädchen                                   | 3 aktes |                                                                                  |                                                                                 |
| 1829        | Er amüsiert sich doch!                                      | 1 akte  | 16 augustus 1829, Berlijn                                                        | Louis Schneider (eigenlijk: Ludwig Wilhelm) onder het pseudoniem Ludwig W. Both |
|             | Der Traum                                                   |         |                                                                                  |                                                                                 |
|             | Der Währwolf                                                |         |                                                                                  |                                                                                 |
|             | Die Orakelspruch                                            |         |                                                                                  |                                                                                 |

#### Balletten
| Voltooid in | titel                                 | aktes   | première | libretto                                              | choreografie |
| ----------- | ------------------------------------- | ------- | -------- | ----------------------------------------------------- | ------------ |
| 1821        | Aschenbrödel oder das Zauber-Kätzchen | 2 aktes |          | uit het Franse "Cendrillon ou la Chatte merveilleuse" |              |
| 1821        | Die Rosenfee                          | 1 akte  |          |                                                       |              |

#### Theater
- 1820 Romeo und Julia, toneelmuziek voor het drama van William Shakespeare

### Werken voor koren
- 1821 Chöre und Gesänge des Volksfestes: der Stralower Fischzug, voor gemengd koor

### Kamermuziek
- 1800 Strijkkwartet, op. 10 Nr. 1
- 1800 Strijkkwartet, op. 10 Nr. 2
- 1800 Strijkkwartet, op. 10 Nr. 3
- 1805 3 kwartetten, voor dwarsfluit, viool, altviool en cello, op. 61
- 1808 Trois grands Duos, voor twee dwarsfluiten
- 1809 3 kwartetten, voor dwarsfluit, viool, altviool en cello, op. 52
- 1813 Fluitkwartet in c klein, voor dwarsfluit, viool, altviool en cello, op. 69
- 1813 Fluitkwartet in C groot, voor dwarsfluit, viool, altviool en cello, op. 69
- 1813 Fluitkwartet in a klein, voor dwarsfluit, viool, altviool en cello, op. 69
- 1813 Sonatine, voor dwarsfluit en gitaar
- 1817 3 kwartetten, voor dwarsfluit, viool, altviool en cello, op. 76
- 1821 Drie concertante duetten, voor twee dwarsfluiten, op. 91
- 24 Divertissements, voor dwarsfluit solo, op. 45
- 26 kleine Duette, voor twee diepe instrumenten (fagotten, cello's of contrabassen)
- 18 Trios, voor drie hoorns, op. 56
- Drie concertante duetten, voor twee dwarsfluiten, op. 78
- Duo in D groot, voor altviool en cello, op. 15
- Duo, voor altviool en viool, op. 30
- Duo, voor viool en altviool, op. 44 Nr. 1
- Duo, voor viool en altviool, op. 44 Nr. 2
- Duo, voor viool en altviool, op. 44 Nr. 3
- Duo Nr. 1 in Bes groot, voor twee fagotten (of twee cello's)
- Duo Nr. 2 in C groot, voor twee fagotten (of twee cello's)
- Duo Nr. 3 in Es groot, voor twee fagotten (of twee cello's)
- Kwartet, voor fagot, viool, altviool en cello
- Kwartet Nr. 1 in D groot, voor vier dwarsfluiten
- Kwartet in F groot, voor vier dwarsfluiten, op. 72
- Kwartet Nr. 3 in D groot, voor vier dwarsfluiten, op. 80
- Kwartet in G groot, voor fagot, viool, altviool en cello
- Kwintet in C groot, voor dwarsfluit, viool, 2 violen en cello, op. 49
- Sonate in G groot, voor dwarsfluit en piano, op. 33
- Strijkkwartet, op. 14 Nr. 1
- Strijkkwartet, op. 14 Nr. 2
- Strijkkwartet, op. 14 Nr. 3
- Strijkkwartet, op. 20 Nr. 1
- Strijkkwartet, op. 20 Nr. 2
- Strijkkwartet, op. 20 Nr. 3
- Strijkkwintet, op. 3 Nr. 1
- Strijkkwintet, op. 3 Nr. 2
- Strijkkwintet, op. 3 Nr. 3

## Publicaties
- Georg Abraham Schneider: Geschichte der Oper und des königlichen Opernhauses in Berlin, heruitgave Ulan Press, 2012.